# Pedra Bela
Pedra Bela is een gemeente in de Braziliaanse deelstaat São Paulo. De gemeente telt 6.142 inwoners (schatting 2009).

## Aangrenzende gemeenten
De gemeente grenst aan Bragança Paulista, Pinhalzinho, Socorro, Vargem, Extrema (MG) en Toledo (MG).